# Ocnogyna banghaasi
Ocnogyna banghaasi är en fjärilsart som beskrevs av Otto Staudinger 1895. Ocnogyna banghaasi ingår i släktet Ocnogyna och familjen björnspinnare. Inga underarter finns listade i Catalogue of Life.